# Chefe Tenaya
O Chefe Tenaya (falecido em 1853) foi um chefe índio do povo do vale de Yosemite na Califórnia.